# Maison Racle (Pont-de-Vaux)
Pour les articles homonymes, voir Maison Racle.
La maison Racle située 53 rue Franche à Pont-de-Vaux, en France, est une maison qui a été construite et habitée par l'architecte, ingénieur et faïencier Léonard Racle.

## Localisation
La maison est située dans le département français de l'Ain, sur la commune de Pont-de-Vaux.

## Historique
L'édifice est inscrit au titre des monuments historiques en 1997 pour les façades et toitures des dépendances, et classé le 17 novembre 1998 pour le corps de logis.